# Aveia-comum
A aveia-comum (Avena sativa) é uma espécie botânica pertencente à família das poáceas, também é conhecida como aveia-branca. A aveia é cultivada com vários propósitos: para pastagens, forragens, grãos, sendo que a produção mundial é distribuída da seguinte maneira: aproximadamente 78% para alimentação animal, 18% para alimentação humana e os 4% restantes para uso industrial, sementes e exportação.
Esta planta tem um caule de 50-100 cm de altura e as folhas são alternadas, lanceoladas e planas. Tem uma panícula com espigas de 2 cm de largura. O fruto é o cereal utilizado em todo o mundo como alimento.

## Origem
O antepassado selvagem da aveia-comum (Avena sativa) e da aveia forrageira amarela (Avena byzantina) é a aveia selvagem hexaplóide Avena sterilis. Análises genéticas mostram as formas ancestrais de Avena sterilis cresceu no Crescente Fértil do Oriente Médio. Aveias domesticadas aparecem relativamente tarde, e longe do Oriente Próximo, na Idade do Bronze na Europa.
Os cereais, como aveia e centeio, são geralmente considerados uma cultura secundária, isto é, derivado de uma erva daninha dos cereais primários tais como trigo e cevada domesticados. Como estes cereais espalharam, ao oeste, para áreas mais úmidas e frias, o que pode ter favorecido a componente de plantas daninhas de aveia, levando a sua domesticação eventual.

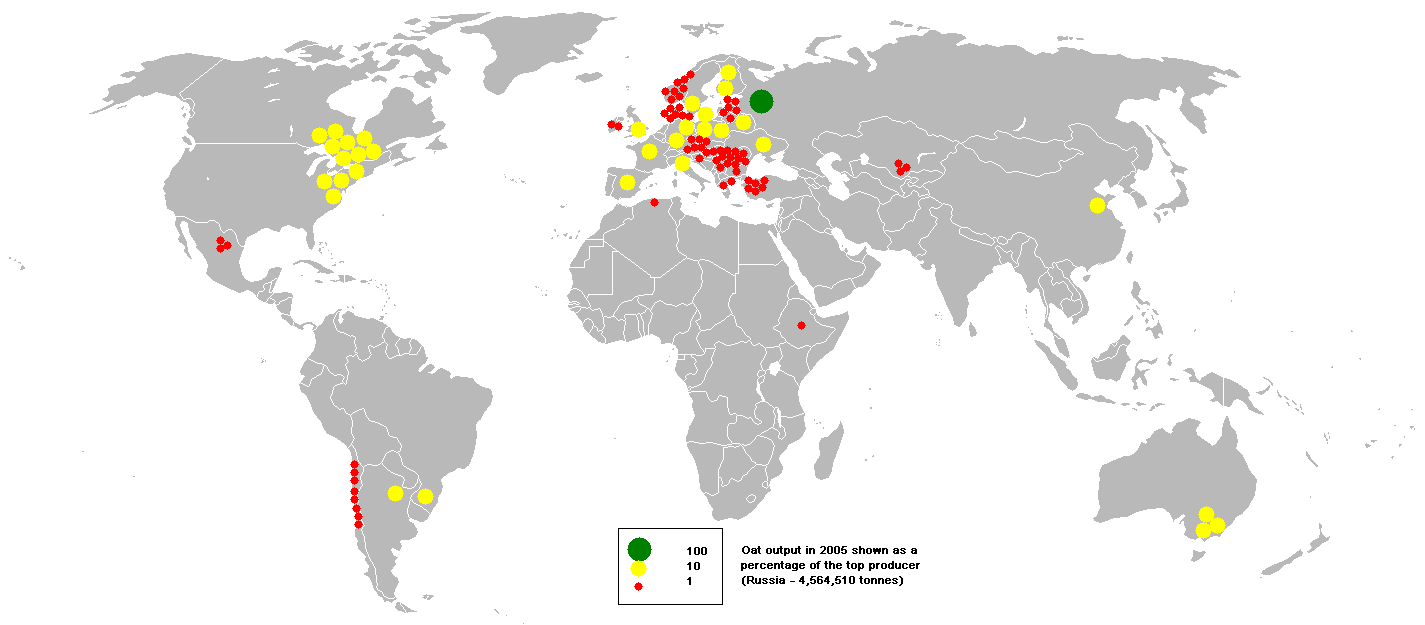
Produção de aveia em 2005.

| 10 Maiores Produtores de Aveias de 2011 (milhões de toneladas) | 10 Maiores Produtores de Aveias de 2011 (milhões de toneladas) |
| -------------------------------------------------------------- | -------------------------------------------------------------- |
| União Europeia                                                 | 8,013                                                          |
| Rússia                                                         | 5,334                                                          |
| Canadá                                                         | 3,0                                                            |
| Austrália                                                      | 1,65                                                           |
| Bielorrússia                                                   | 0,8                                                            |
| Estados Unidos                                                 | 0,779                                                          |
| Ucrânia                                                        | 0,55                                                           |
| Chile                                                          | 0,5                                                            |
| China                                                          | 0,42                                                           |
| Brasil                                                         | 0,37                                                           |
| Total Mundial                                                  | ~50,0                                                          |
| fonte: USDA                                                    |                                                                |

## Cultivos

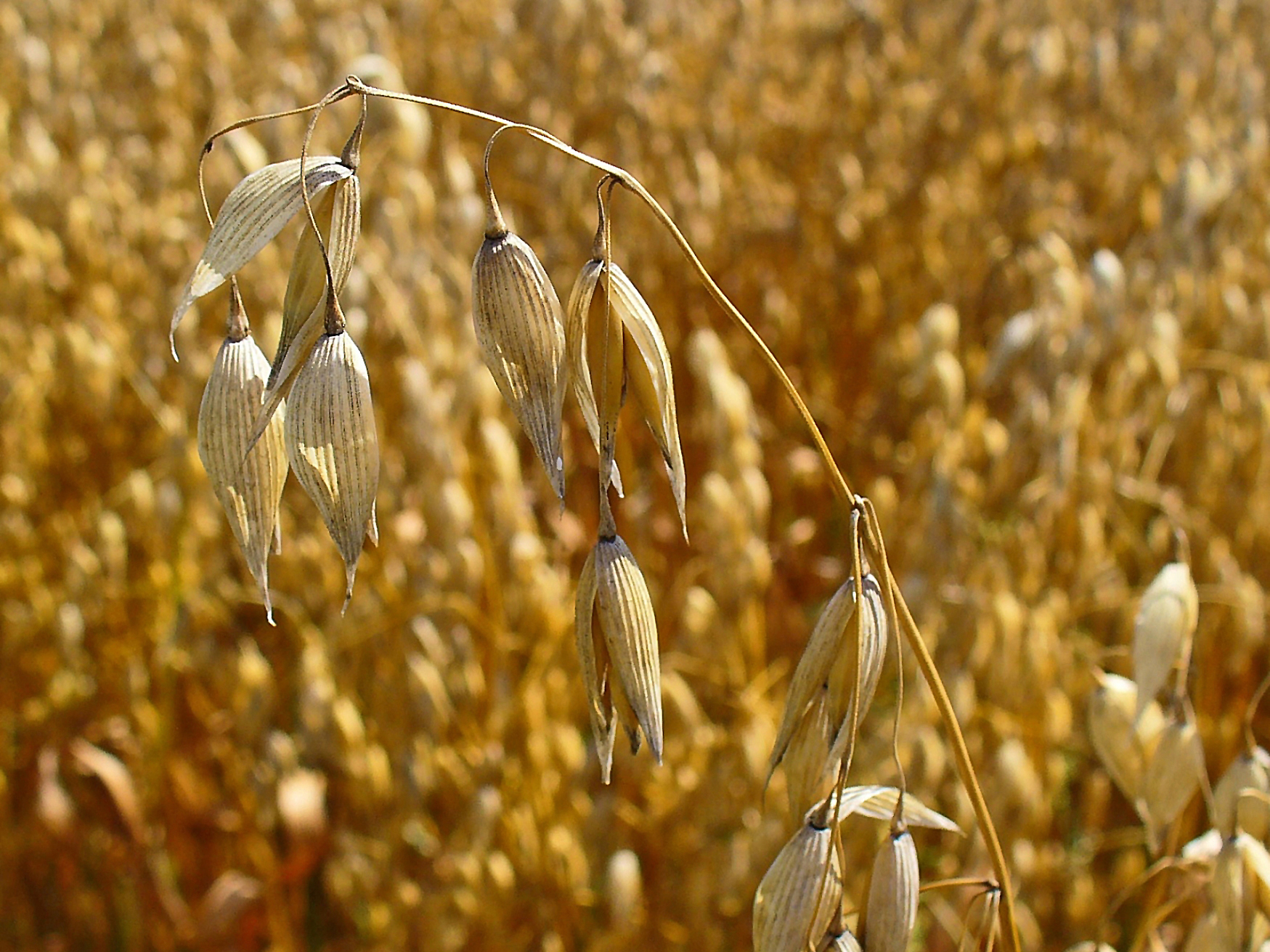
Avena sativa

A aveia é cultivada em todas as zonas temperadas, pois ela têm uma exigência menor por calor estival e maior tolerância pluvial do que outros cereais, como trigo, centeio ou cevada, por isso são particularmente importantes em áreas com verões amenos e úmidos, como Noroeste da Europa, elas chegam a ser cultivadas com sucesso na Islândia. A aveia é uma planta anual, e pode ser plantada tanto no outono (para a colheita final do verão) ou na primavera (outono para a colheita precoce).
A aveia é uma cultura que veio junto com os colonizadores e era utilizada, principalmente, como forrageira. Algumas espécies selvagens eram cultivadas, principalmente, porque ressemeavam naturalmente. O cultivo para a produção de grãos é mais recente, sendo intensificado nas décadas de 1960 e 1970, quando era semeada na entressafra da soja. Foi nesse momento que as pesquisas foram intensificadas. Ultimamente se tornou o maior produtor da América Latina, com safra estimada em 379 mil toneladas neste ano, superando a Argentina que era a tradicional produtora de aveia, que chegou a colher 695 mil toneladas em 1990.
Praticamente todo cultivo de aveia no Brasil é realizado após a colheita das culturas dos principais grãos, principalmente, a soja.

## Usos

### Alimento
A aveia tem numerosos usos na alimentação, mais comumente, eles são enrolados ou esmagados em flocos de aveia, ou moído em farinha fina de aveia. Farinha de aveia é principalmente comido como papas de aveia, mas também podem ser utilizados numa variedade de produtos de panificação, tais como bolos, biscoitos e pães de aveia. A aveia é também um ingrediente em muitos cereais frios, em particular, muesli e granola. A aveia também podem ser consumidos crus, e os cookies com aveias estão se tornando populares.
A aveia é também usada ocasionalmente em várias bebidas diferentes. Na Grã-Bretanha, eles são usados para produção de cerveja. Leite de aveia, uma bebida fria e doce feito de aveia moída e leite, é uma bebida popular em toda a América Latina. Caudle de aveia, feito de cerveja e farinha de aveia com especiarias, era uma bebida tradicional britânica e um dos favoritos de Oliver Cromwell.
A aveia também é amplamente utilizada como espessante em sopas, como a cevada ou o arroz pode ser usada em outros países.

### Pecuária
A aveia é também vulgarmente utilizado como alimento para os cavalos. A casca de aveia deve ser triturada para virar ração de cavalos. Os gados são também alimentados com aveia, em grão, em pó ou em uma farinha grossa usando um moinho cilíndrico, moinho de broca ou moinho de martelos.
A palha de aveia é valorizada pelo gado e produtores de cavalos como cama, devido a sua suave e relativamente livre de poeira, e como absorvente natural. A palha também pode ser usada para fazer zorras de milho. Amarrado em um saco de musselina, palha de aveia foi usado para amaciar a água do banho.

## Saúde
A aveia é geralmente considerada como um alimento saudável, a ser apresentado comercialmente como nutritivo. A descoberta das propriedades saudáveis para baixar o colesterol conduziu à apreciação mais ampla de aveia como alimento humano.

### Fibra solúvel
O farelo de aveia é o invólucro exterior da aveia. O seu consumo reduz o colesterol LDL — o colesterol ruim — e, também é considerado um dos alimentos que podem reduzir o risco de doença cardíaca.
A aveia contém mais fibra solúvel que qualquer outro grão, resultando em uma digestão mais lenta e uma sensação prolongada de saciedade. Um tipo de fibra solúvel, beta-glucanos, tem provado que ajuda a diminuir o colesterol.
Depois de relatos de pesquisa que uma dieta que tem aveia pode ajudar a reduzir o colesterol, "virou uma febre" por farelo de aveia nos EUA no final de 1980, atingindo o pico em 1989, quando as batatas chips com farelo de aveia adicionado foram comercializados. A moda dos alimentos foi de curta duração e desbotada pelos anos 1990. A popularidade de farinha de aveia e outros produtos de aveia voltaram a aumentar depois de uma decisão em janeiro de 1998 pela Food and Drug Administration (FDA), quando divulgou uma regra final que permite que empresas de alimentos para fazer uma alegação de saúde em rótulos de alimentos que contêm fibra solúvel de aveia (farelo, farinha e flocos), notando que 3,00 gramas de fibra solúvel diárias destes alimentos pode reduzir o risco de doença cardíaca. Para se qualificar para a alegação de saúde, o alimento integral de aveia deve fornecer pelo menos 0,75 gramas de fibra solúvel por porção. A fibra solúvel em aveia integral compreende uma classe de polissacarídeos conhecidos como beta-D-glucanos.
Os beta-D-glucanos, ou beta-glucanos, compreendem uma classe de polissacáridos não digeríveis amplamente encontrados nas fontes naturais tais como grãos, cevada, leveduras, bactérias, algas e fungos. Em aveia, cevada e outros cereais, eles estão localizados principalmente na parede celular do endosperma.
O beta-glucano da aveia é uma fibra solúvel e é um polissacárido viscoso formado por unidades do monossacárido D-glucose. Também é composta de polissacarídeos de ligação mista, isto é, que os laços entre as unidades D-glucose ou D-glucopiranosil são beta-ligações 1, 3 ou 1, 4. Este tipo de beta-glucano é também referido como uma ligação mista (1 → 3) ou (1 → 4)-beta-D-glucano. As ligações (1 → 3) quebram a estrutura uniforme da molécula de beta-D-glucano e tornam-na solúvel e flexível. Em comparação, a celulose polissacárida não digerível é também um beta-glucano, mas não é solúvel. A razão pela qual é insolúvel é a celulose consiste apenas de beta-D-ligações (1 → 4). As porcentagens de beta-glucano nos vários produtos de aveia integrais são: farelo de aveia, maior do que 5,5% e até 23,0%; aveia em flocos, cerca de 4%, e farinha de aveia cerca de 4%.
Aveia, atrás apenas do milho, tem o maior teor de lipídios de qualquer cereal, por exemplo, a aveia tem 10% e algumas cultivares de milho têm 17%, em comparação com o trigo e com a maioria dos outros cereais têm cerca de 2 ou 3%. O teor lipídico polar na aveia (cerca de 8-17% de glicolipídios e 10-20% de fosfolipídios ou um total de cerca de 33%) é maior do que a de outros cereais, uma vez que a maior parte do fracção lipídica está contido dentro do endosperma.

### Proteína
A aveia é o cereal que contém apenas uma proteína tipo globulina ou leguminosa, a avenalina, como a proteína de armazenamento principal (80%). Globulinas são caracterizadas por solubilidade em solução salina diluída. As proteínas de cereais mais típicos, tais como glúten e zeína, são prolaminas. A proteína menor da aveia é uma prolamina, a avenina.
Proteína de aveia é quase equivalente à proteína de soja, que pesquisa da Organização Mundial de Saúde tem mostrado, é igual à proteína da carne, leite e ovo. O teor de proteína das cascas do núcleo da aveia varia de 12-24%, o maior entre os cereais.

### Propriedades e contra-indicações
A sua semente é alimenticia proporcionando cálcio e substâncias minerais (cobalto, cobre, ferro, manganês, zinco). Emprega-se em tratamentos do sistema nervoso e contra a insónia e como fortificante no caso de diabetes e dispepsias. Emprega-se em curas de desintoxicação do tabaco. Suaviza e tonifica a pele, utilizando-se industrialmente em champôs, sabões, cremes e loções. Utiliza-se muito como matéria prima para a alimentação de animais pois é rica em nutrientes.
A aveia, ao contrário do trigo, da cevada, do malte e do centeio, não possui o glúten em sua composição, no entanto possui avenalina, podendo ser consumido por portadores da doença celíaca.
Extrato de aveia pode também ser utilizada para aliviar condições da pele.
Aveia tem sido tradicionalmente usada para fins medicinais, inclusive para ajudar a equilibrar o ciclo menstrual, o tratamento da dismenorreia, e para a osteoporose e infecção do trato urinário.

## Galeria

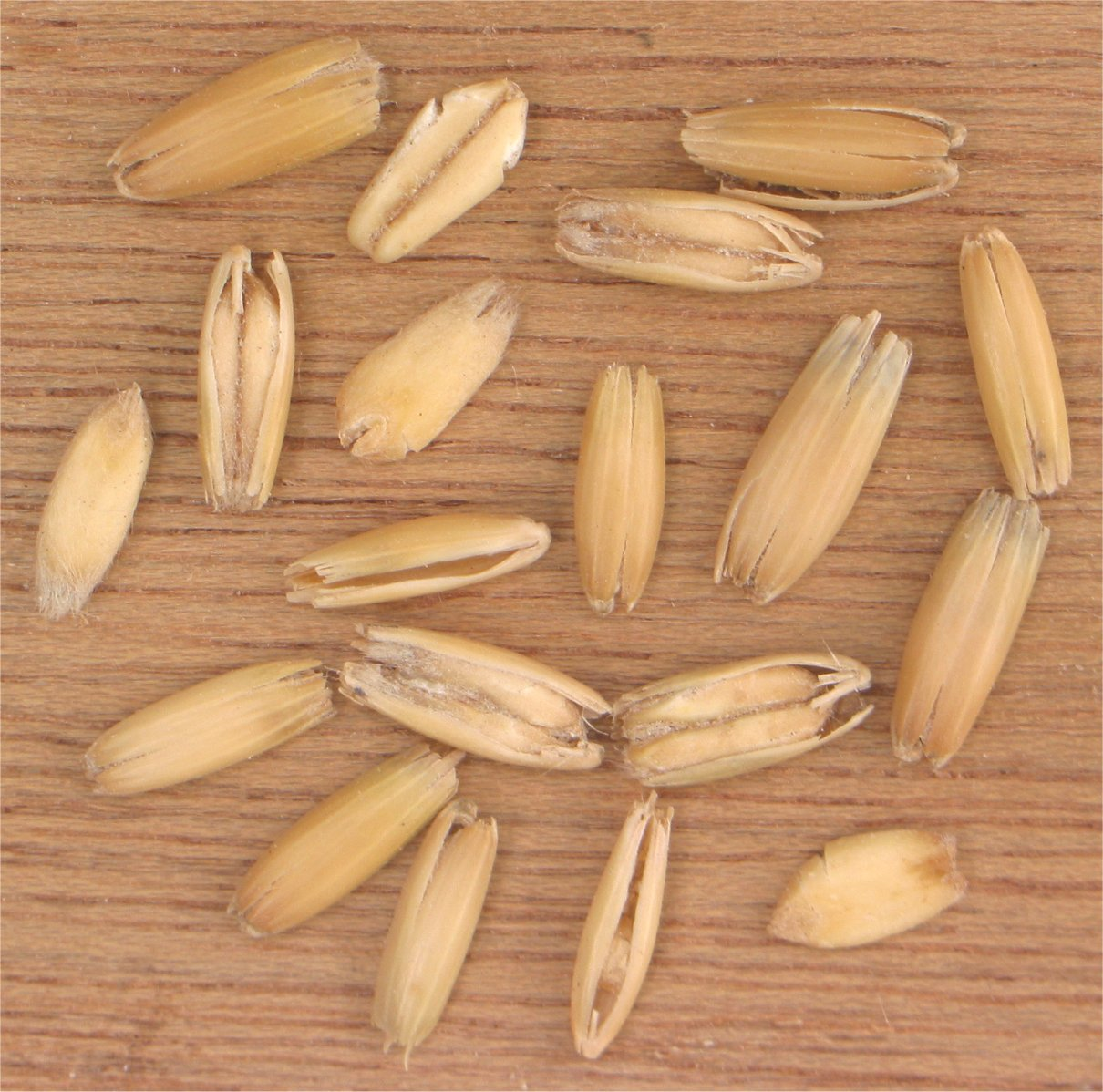
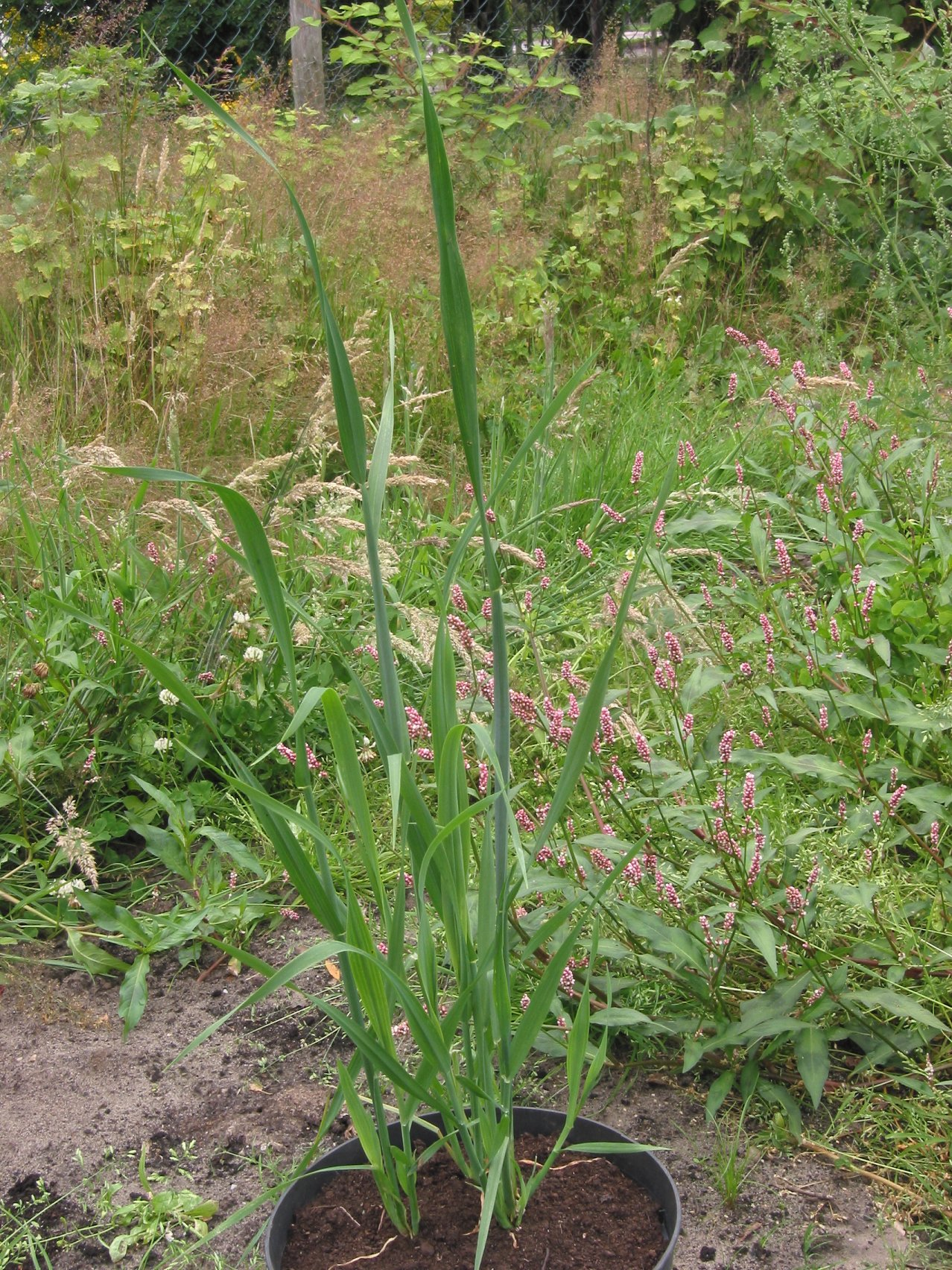
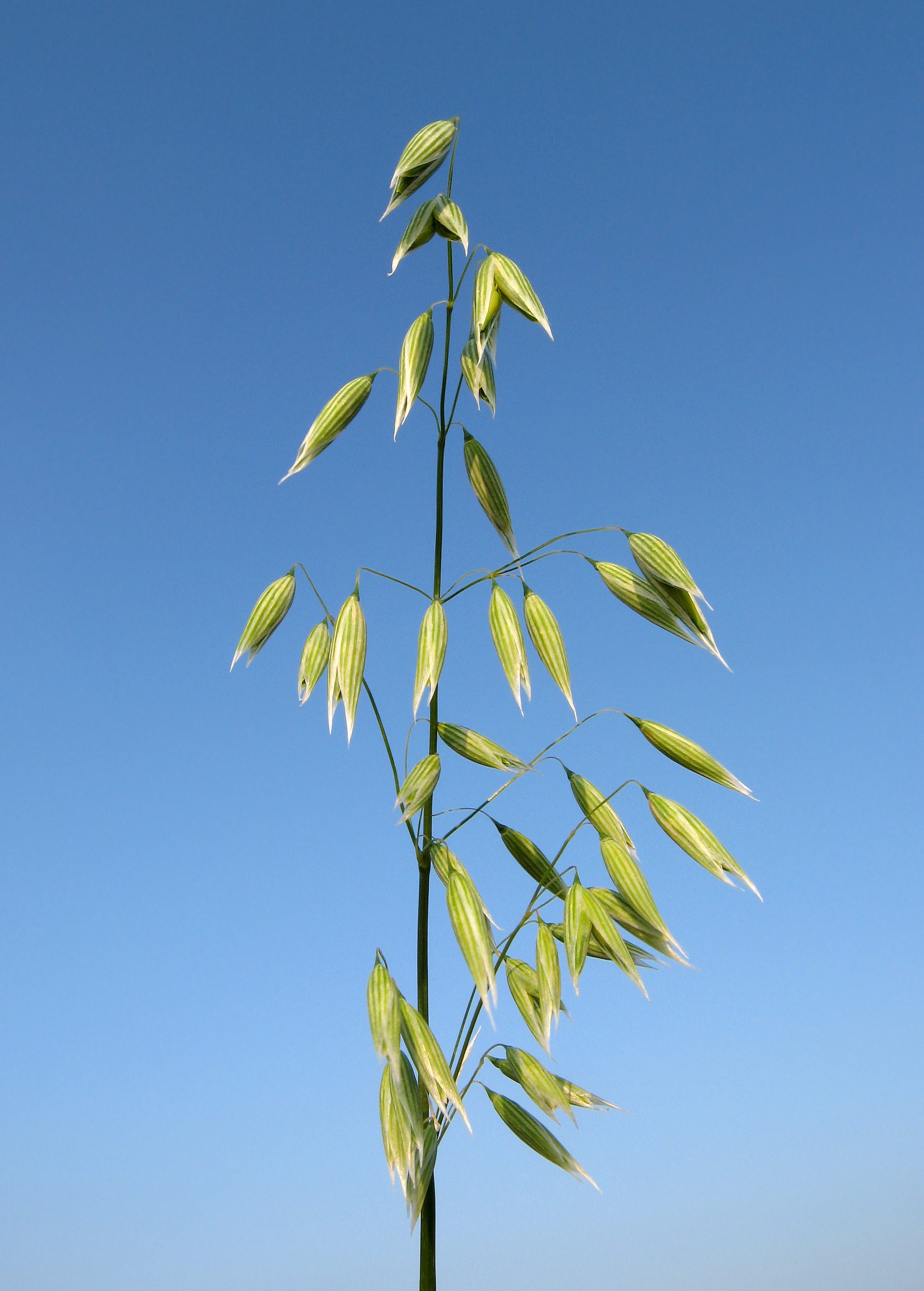
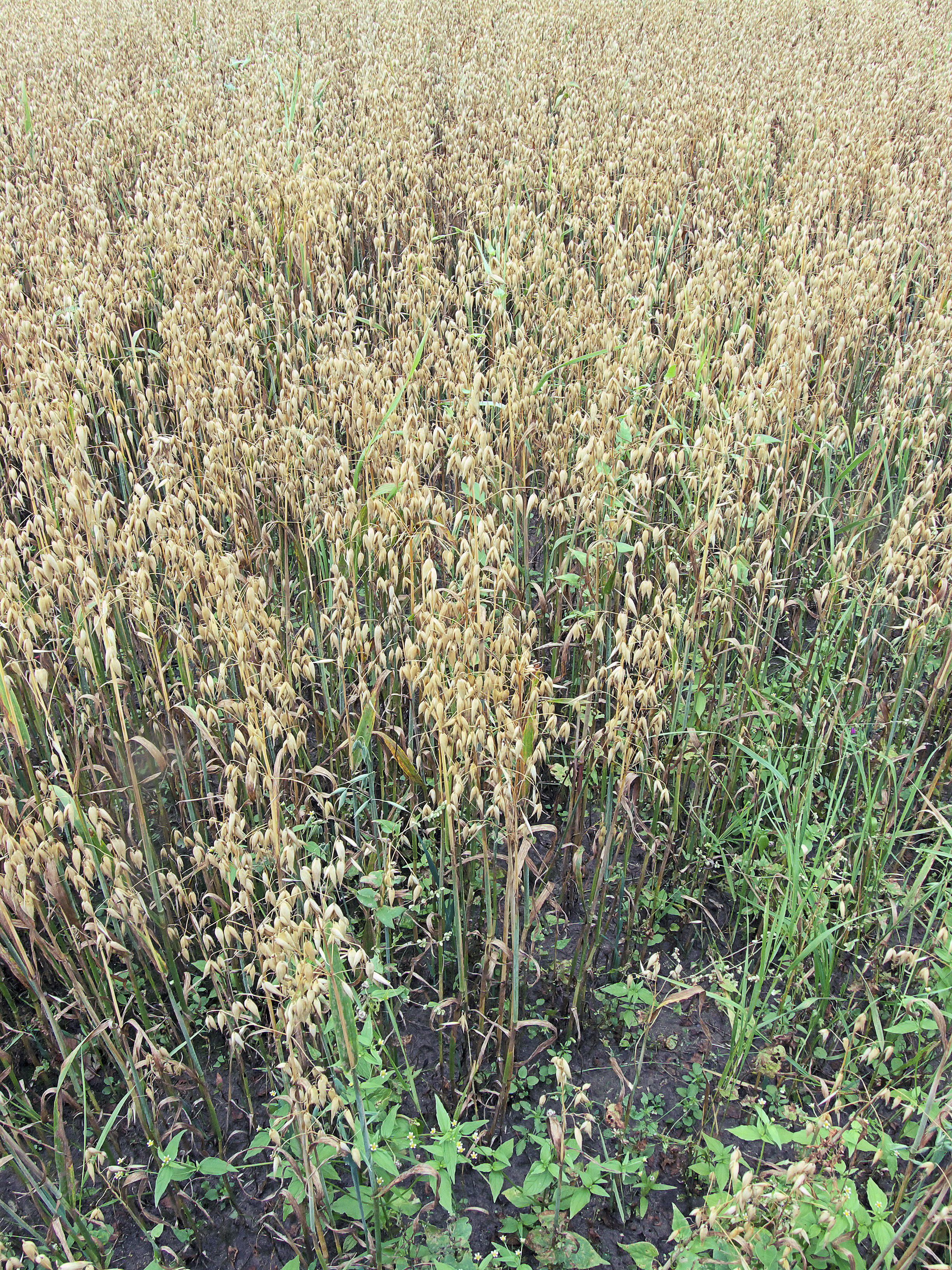
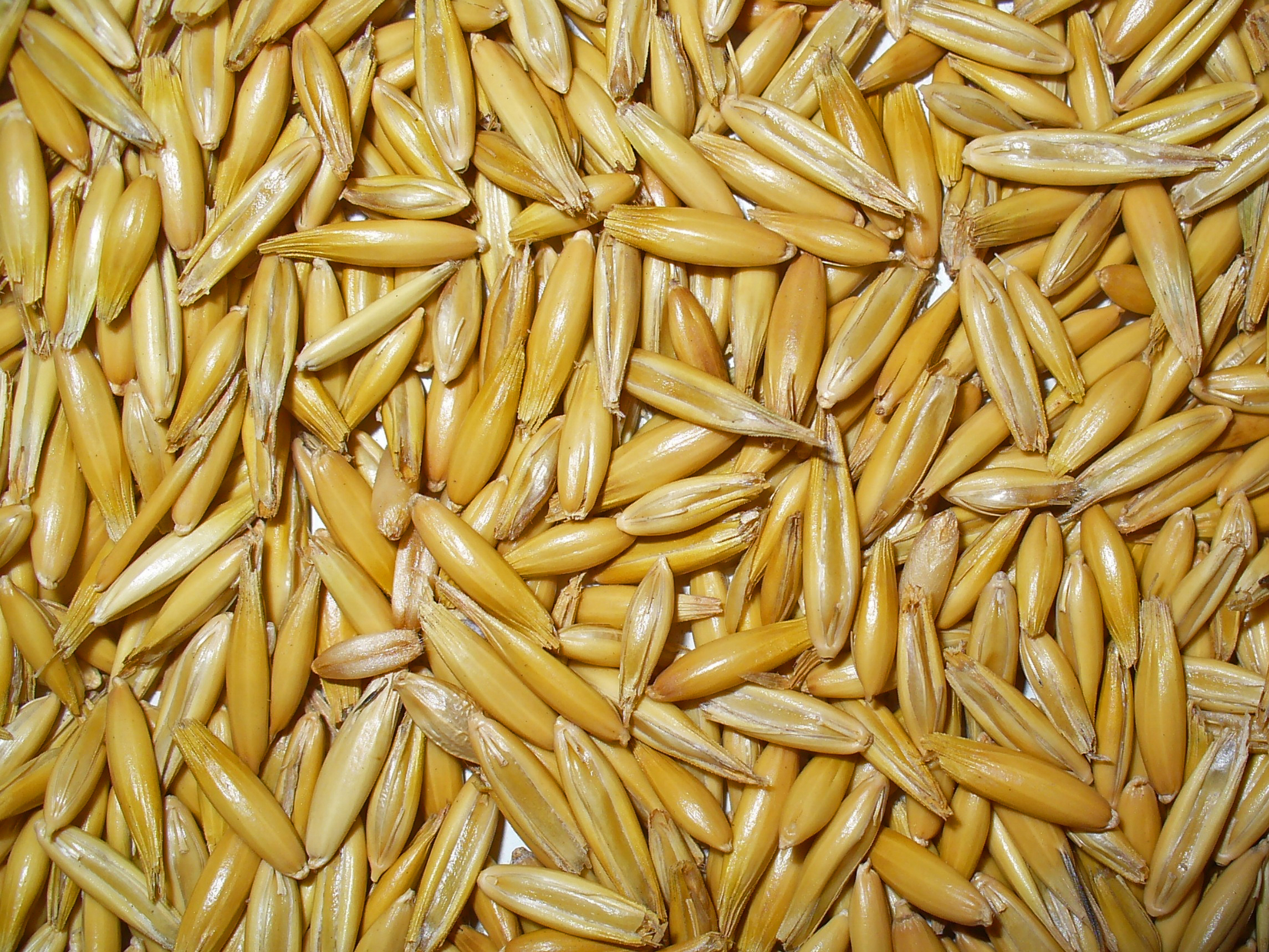
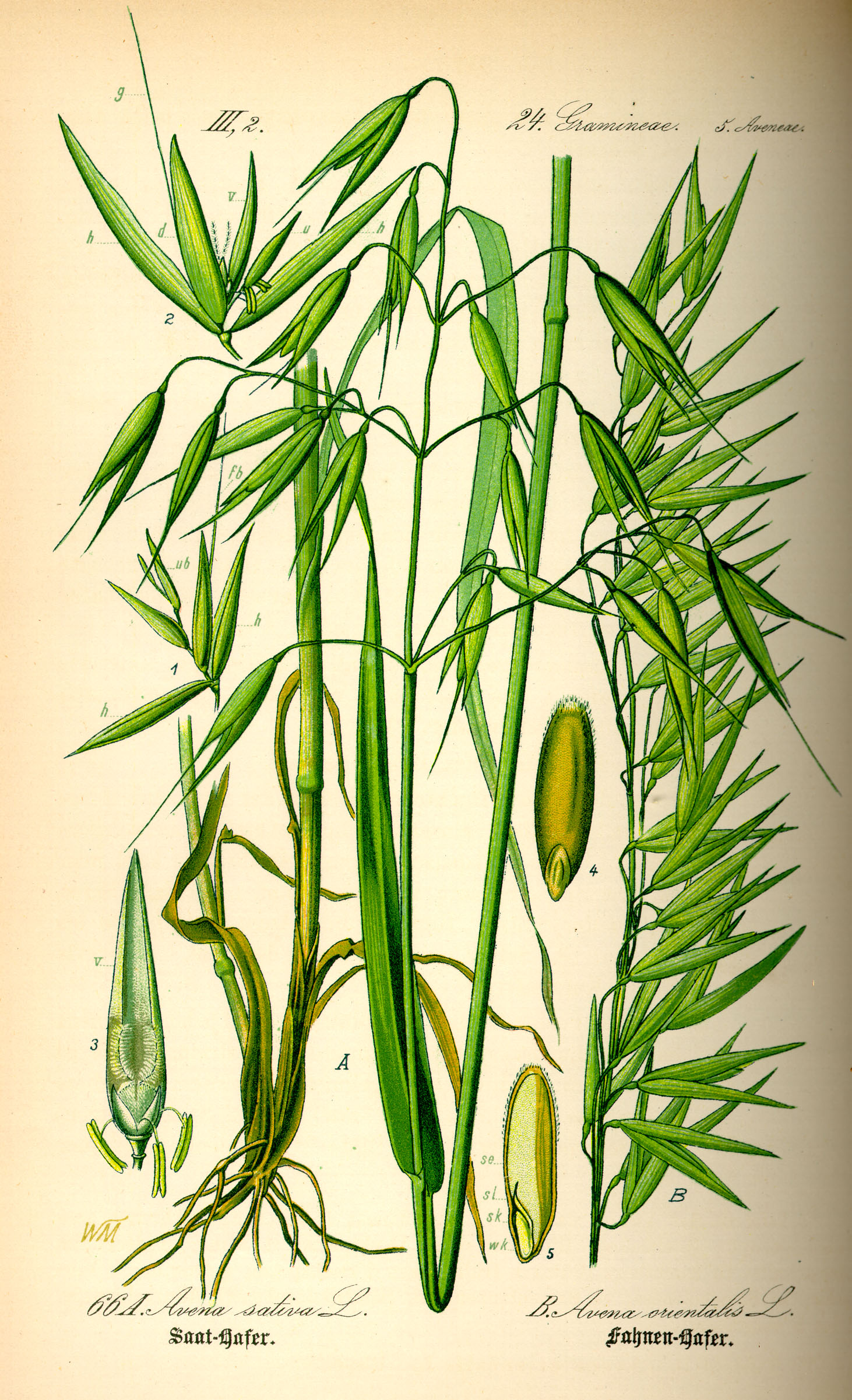
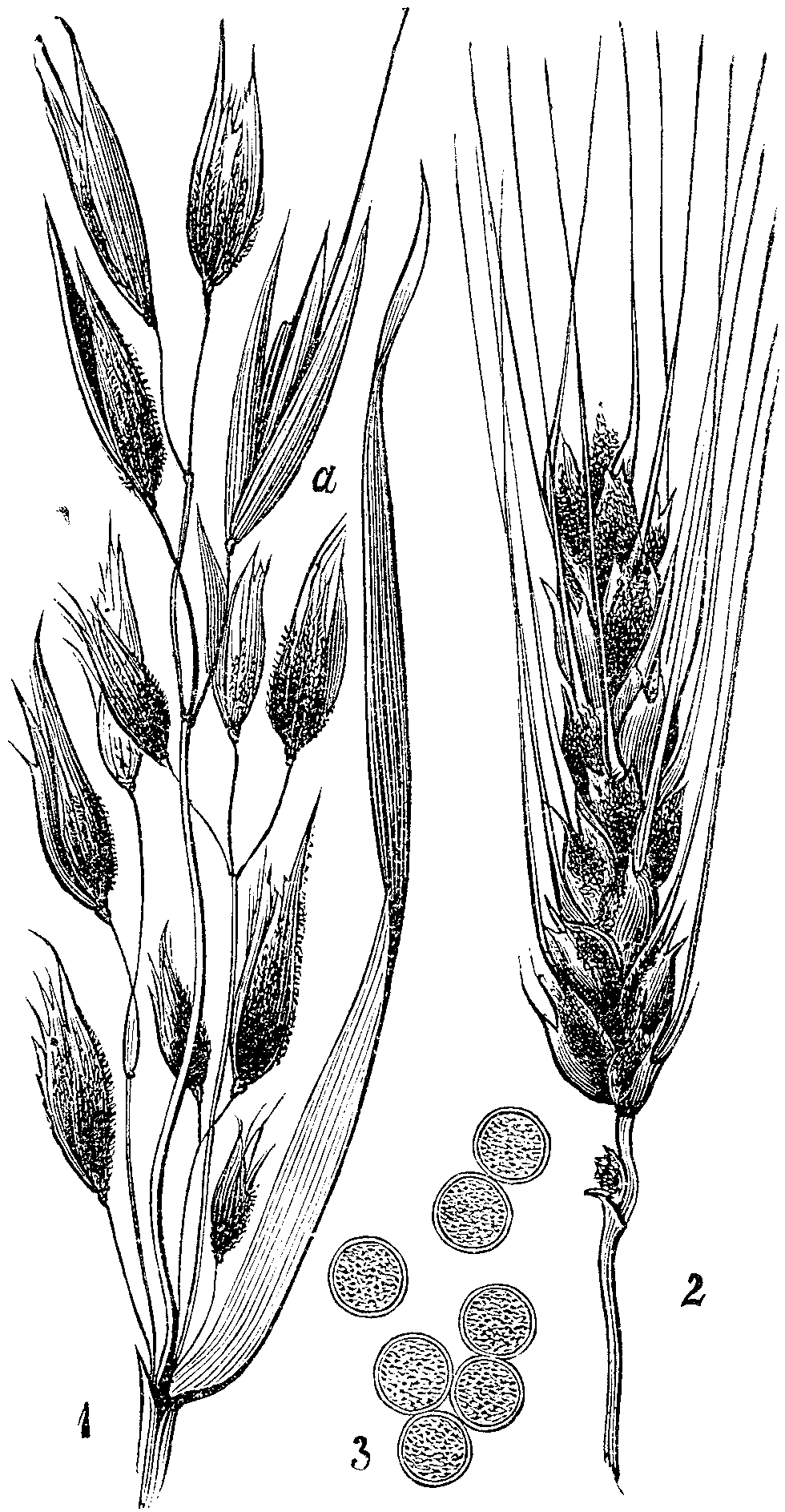
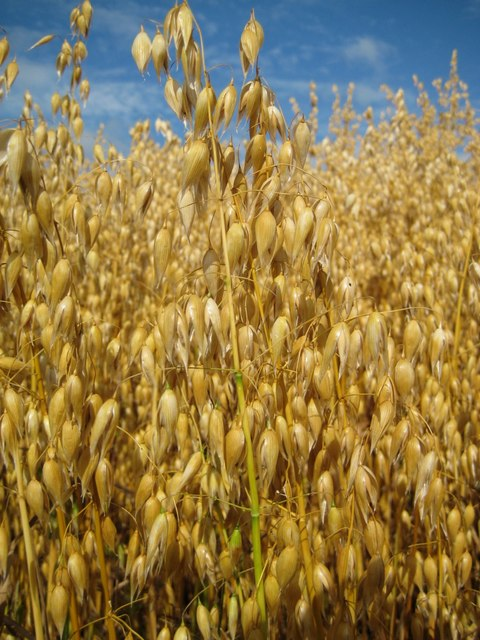
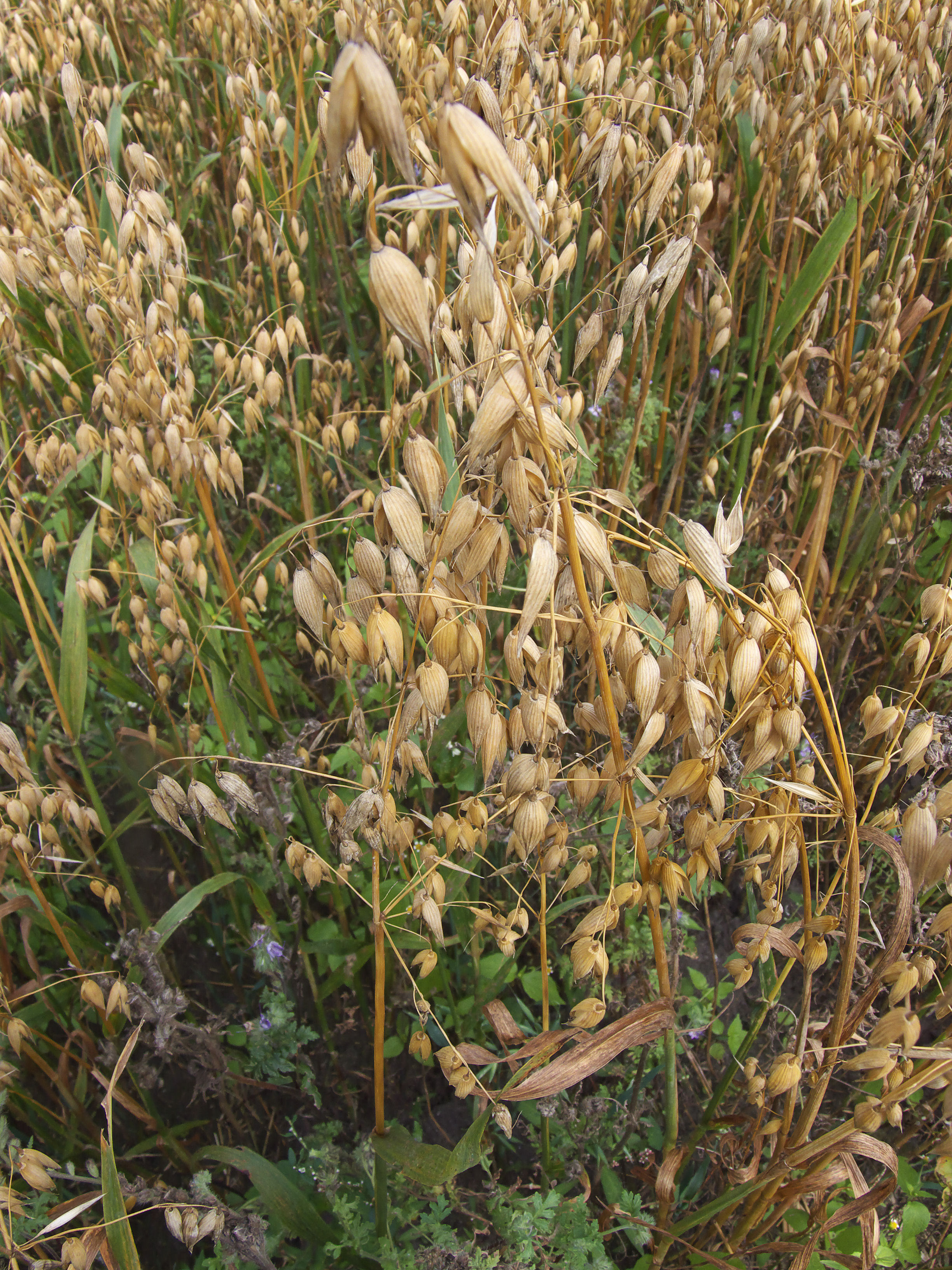
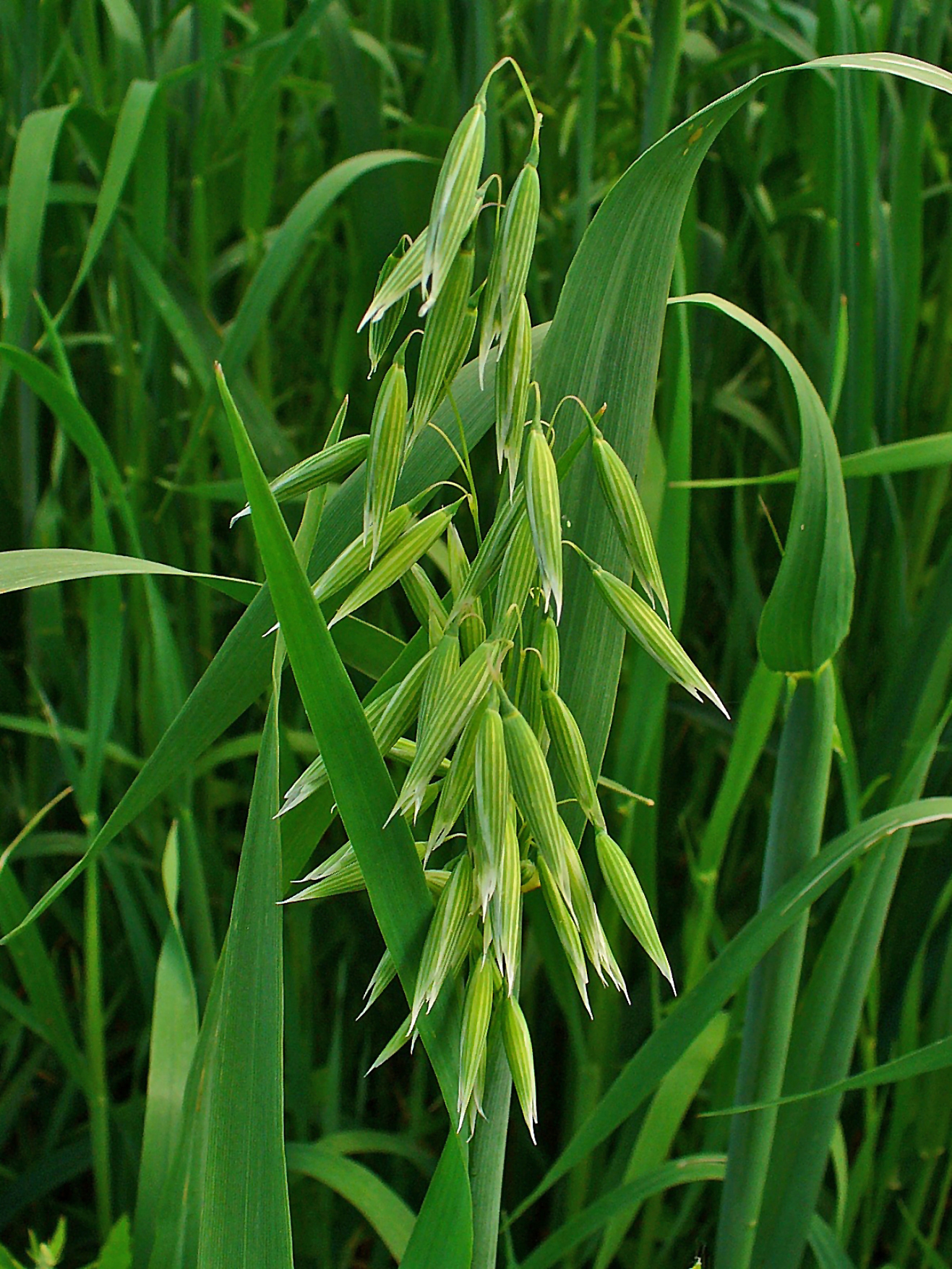
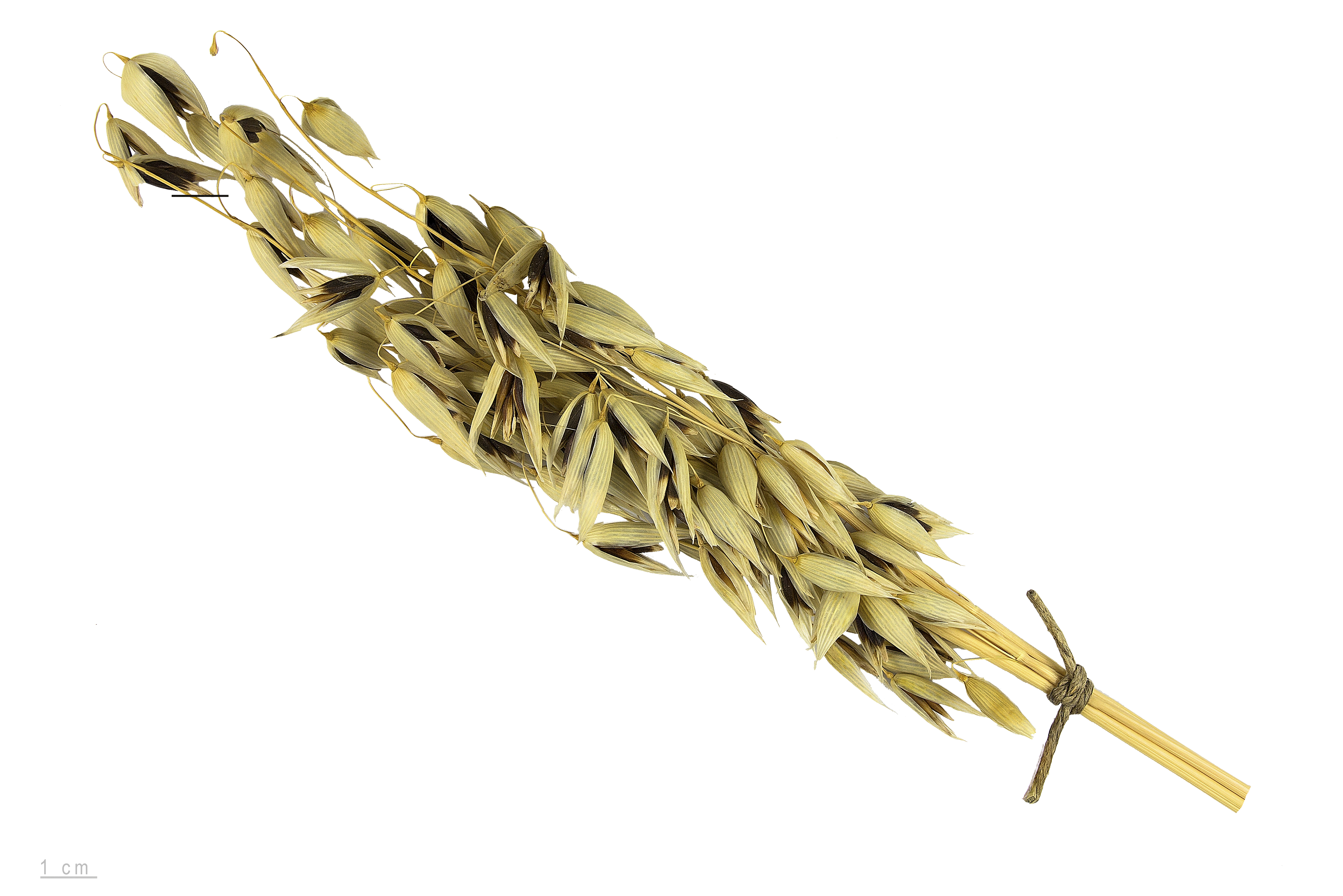
Avena sativa - MHNT